# استیسی مک‌کلین
استیسی مک‌کلین (انگلیسی: Stacey McClean؛ زادهٔ ۱۷ فوریهٔ ۱۹۸۹) یک موسیقی‌دان اهل بریتانیا است.